# Freesia
La frèsia (Freesia), és un gènere de plantes bulboses de la família de les iridàcies. Comprèn aproximadament 15 espècies natives d'Àfrica (12 d'elles natives de la província del Cap, Sud-àfrica), totes elles amb corms d'1 a 2,5 cm de diàmetre. Típicament aquestes espècies vegeten durant l'hivern, floreixen en la primavera i romanen en repòs durant l'estació càlida.

## Descripció

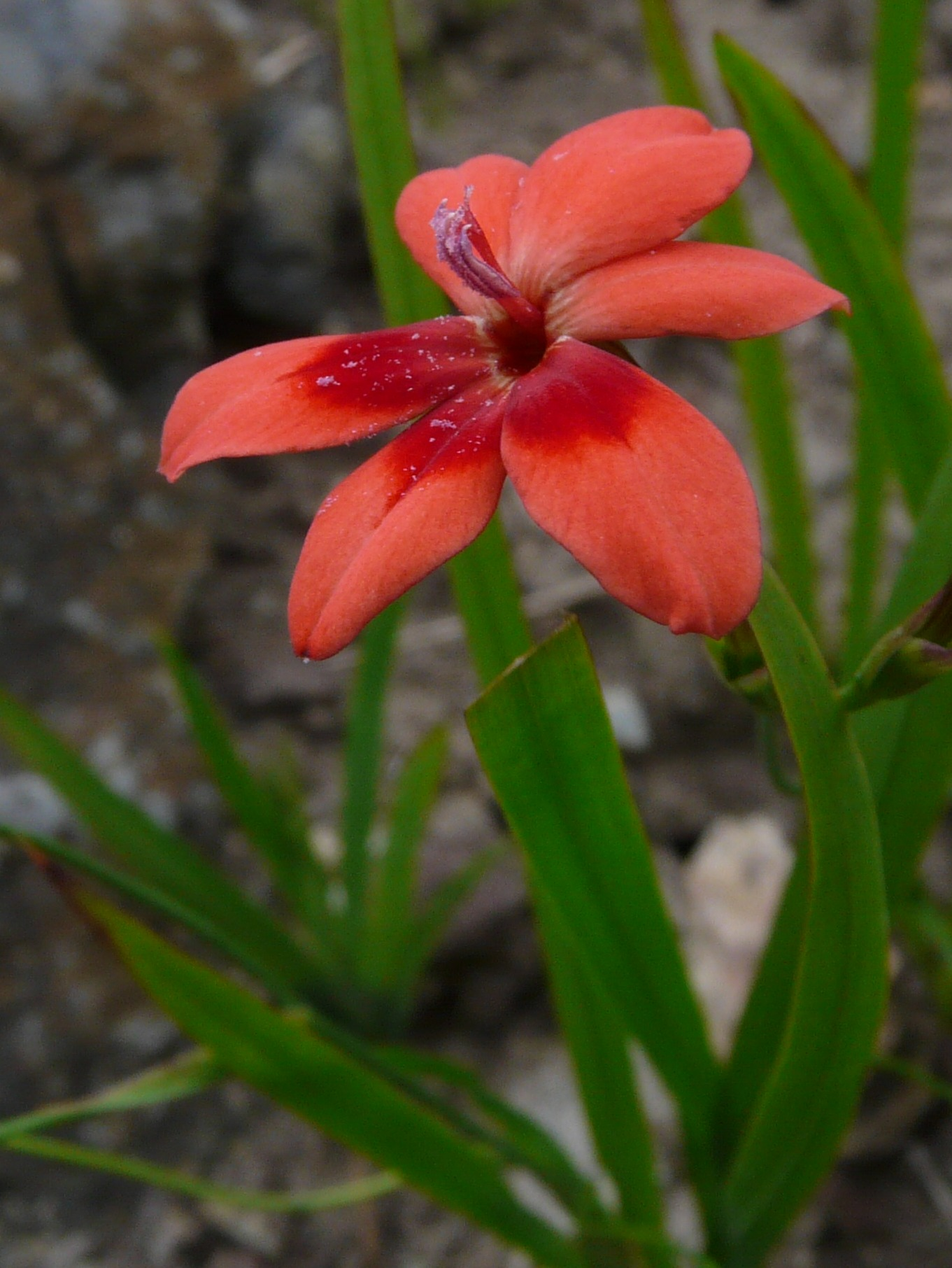
Floració zigomorfa de Freesia laxa.

Són plantes herbàcies, de fulles ensiformes, aplanades i flors vistoses, fragants, disposades en espigues unilaterals. Les flors són hermafrodites i lleugerament irregulars. El perigoni està compost de 6 tèpals subiguals entre si, units, amb el tub perigonial una mica corbat i els lòbuls aovats, obtusos. Els estams són lliures. L'ovari és ínfer, trilocular, l'estil és filiforme, dividit en tres branques bífides. El fruit és una càpsula dehiscent per tres valves.

## Taxonomia

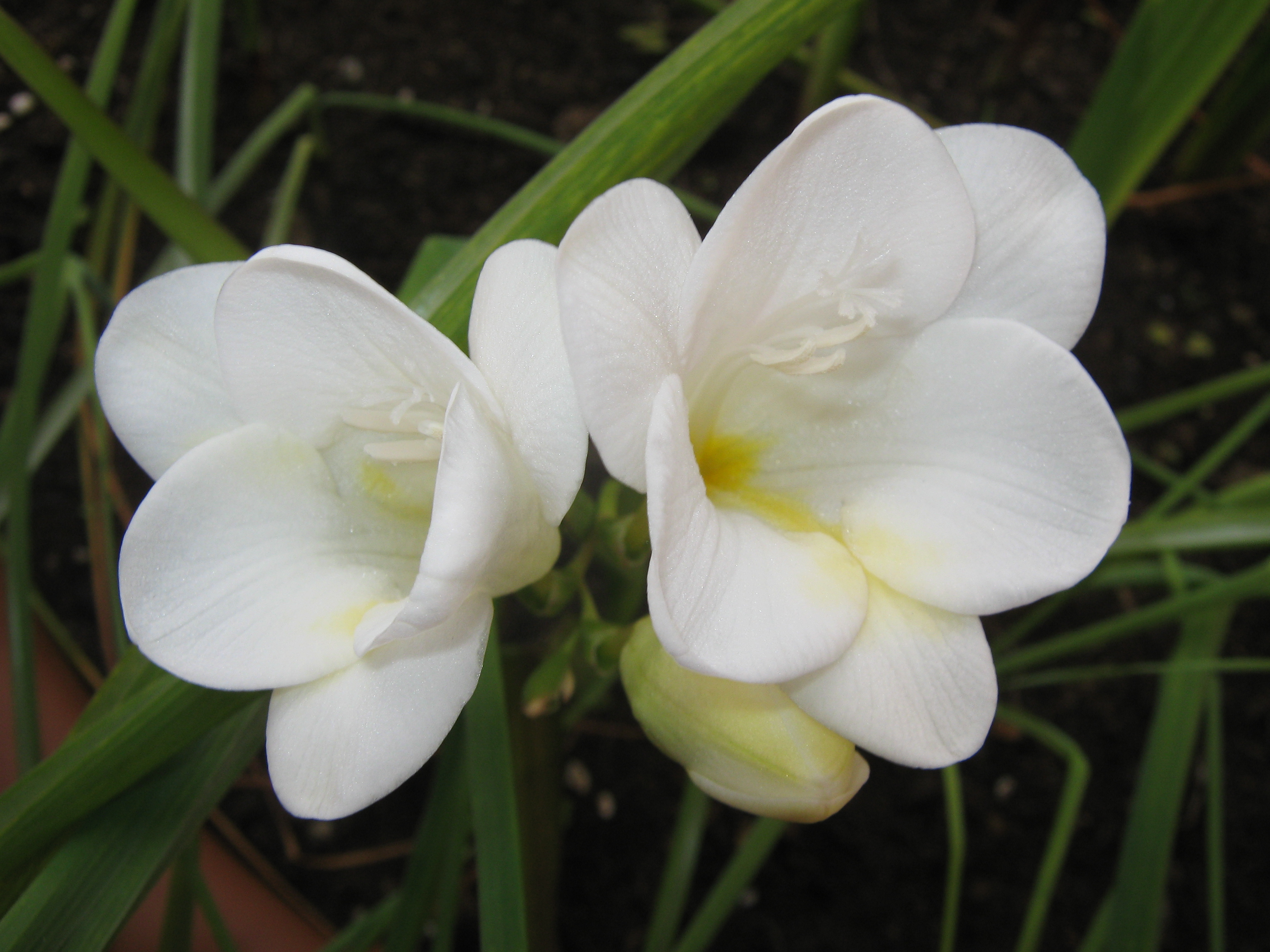
Lliri de sant Josep o all de sant Josep (Freesia refracta)

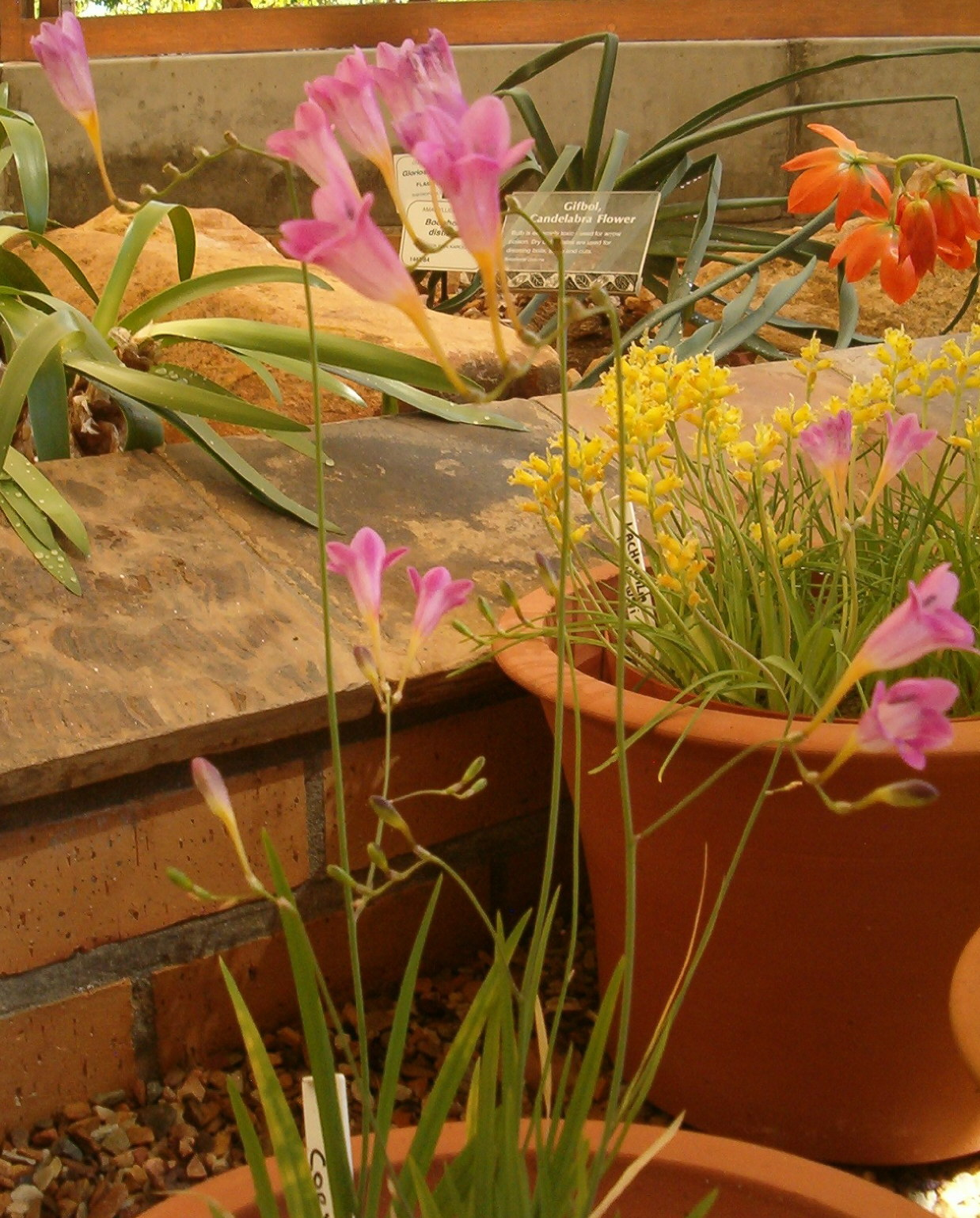
Freesia corymbosa

El gènere va ser descrit per Eckl. ex-Klatt i publicat a Journal of Botany, British and Foreign 66: 141. 1928.

### Etimologia
Freesia nom genèric que va ser dedicat en honor del metge alemany Friedrich Heinrich Theodor Freese (1795-1876).

### Espècies
Dins del gènere Freesia es reconeixen les 16 espècies següents:
- Freesia andersoniae L.Bolus
- Freesia caryophyllacea (Burm.f.) N.E.Br.
- Freesia corymbosa (Burm.f.) N.E.Br.
- Freesia fergusoniae L.Bolus
- Freesia fucata J.C.Manning & Goldblatt
- Freesia grandiflora (Baker) Klatt
- Freesia laxa (Thunb.) Goldblatt & J.C.Manning
- Freesia leichtlinii Klatt
- Freesia marginata J.C.Manning & Goldblatt
- Freesia occidentalis L.Bolus
- Freesia praecox J.C.Manning & Goldblatt
- Freesia refracta (Jacq.) Klatt - Lliri de sant Josep, all de sant Josep, josepets, fargèlia, fragèlia, creixèlia[2]
- Freesia sparrmanii (Thunb.) N.E.Br.
- Freesia speciosa L.Bolus
- Freesia verrucosa (B.Vogel) Goldblatt & J.C.Manning
- Freesia viridis (Aiton) Goldblatt & J.C.Manning

### Sinònims
Els següents noms científics són sinònims heterotípics de Freesia:
- Anomatheca Ker Gawl.
- Nymanina Kuntze

## Conreu
La popular freesia dels jardins i de flor tallada és Freesia × hybrida, un híbrid complex basat en hibridacions interespecífiques entre Freesia refracta, Freesia leictlinii, Freesia corymbosa i altres espècies del gènere, de la qual s'han obtingut centenars de cultivars comercials. Les cultivars modernes són tetraploides i exhibeixen flors simples o dobles, de colors brillants (blanc pur, groc, rosa, taronja, vermell i blau), tot i que la fragància en elles és menys intensa que en les espècies originals.